# 本差
本差（ほんさし、ほんざし）とは、主兵装としての帯に差した日本刀をさす、武術・武士の専門用語である。
仮に短い打刀を主として使用する場合でも、副兵装がいくら長くとも脇差になり、これに対する主としての刀は本差になる。

## 一刺しの時
浪人などの一本差しは主に本差だけであり、これに副兵装として万力鎖を持っていたとしても脇差には該当しない。